# オルガノ

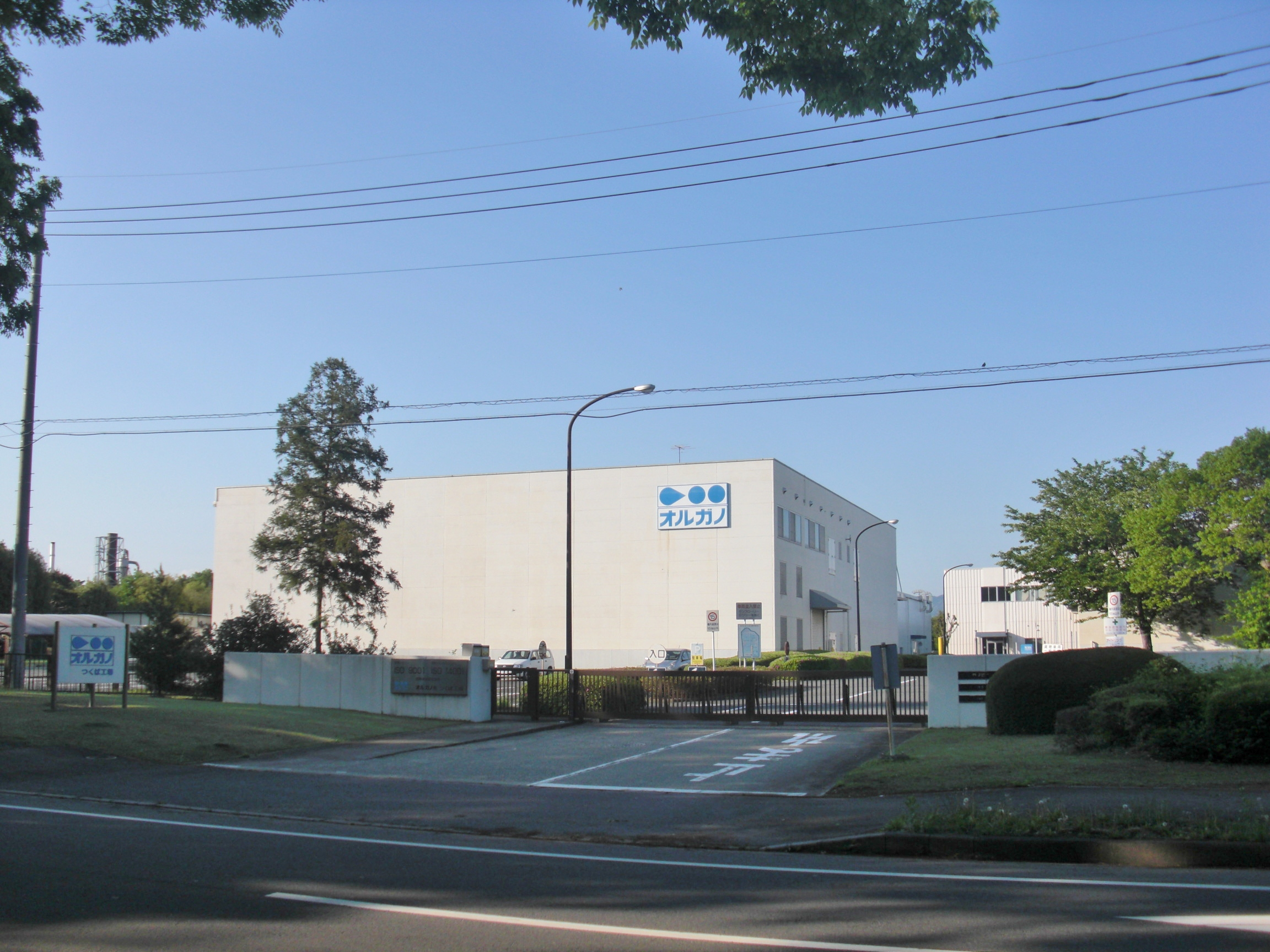
オルガノつくば工場

オルガノ株式会社（Organo Corporation）は、東京都江東区新砂に本社を置く、水処理装置・薬品等の製造販売を行う会社である。
東京証券取引所プライム市場上場。JPX日経インデックス400の構成銘柄の一つ。

## 概要
水処理の総合メーカーで東ソーの連結子会社である。
半導体等の工業用品の洗浄に用いる超純水の製造装置、工業用水の廃水処理、復水脱塩処理、浄水処理、汚水処理統治などの機械装置を製造する他、イオン交換樹脂や水処理用の活性炭、処理剤等を製造する。
「オルガノ」はイオン交換樹脂がオルガニックゼオライト（オルガノライト）と呼ばれていたことに由来する。
2013年（平成25年）3月期の連結売上構成は水処理エンジニアリング事業71.1%、機能商品事業28.9%となっている。

## 沿革
- 1941年（昭和16年）7月29日 - 山梨化学工業株式会社として創業。
- 1946年（昭和21年）5月 - 株式会社オルガノ商会へ商号変更し、長野県諏訪市に本社を移転。
- 1955年（昭和30年）5月 - 本社を東京都文京区菊坂に移転。
- 1961年（昭和36年）10月 - 東京証券取引所第2部に上場。
- 1966年（昭和41年）2月 - オルガノ株式会社に改称。
- 1985年（昭和60年）3月 - 東京証券取引所第1部に指定替え。
- 1997年（平成9年）5月 - 本社を東京都江東区新砂に移転。

## 工場
- つくば工場（茨城県つくば市緑ケ原二丁目）
- いわき工場（福島県いわき市）
- 開発センター（神奈川県相模原市南区）

## 関連会社

### 連結子会社
- オルガノプラントサービス株式会社（東京都江東区）
- オルガノアクティ株式会社（東京都江東区）
- オルガノフードテック株式会社（埼玉県幸手市）
- オルガノ（アジア）SDN.BHD.（マレーシア・スランゴール州）
- オルガノ（蘇州）水処理有限公司（中華人民共和国・蘇州市）
- オルガノ・テクノロジー有限公司（台湾・新竹市）
- オルガノ（タイランド）CO.,LTD.（タイ・バンコク都チャトゥチャック区）
- Organo USA, Inc.（アメリカ・オハイオ州グローブ市）

### 関連会社
- 株式会社ホステック (長野県諏訪市)
- 東北電機鉄工株式会社（山形県酒田市）